# 白狼山の戦い
白狼山の戦い（はくろうざんのたたかい）は、中国後漢末期の207年に、曹操と中国北部の異民族烏桓との間で行われた戦い。曹操軍は、袁尚・袁煕と同盟を結んだ烏桓を打ち破り、この戦いで烏桓勢力は大幅に弱体化し、後に魏や鮮卑の部族に吸収されることとなる。

## 事前の経緯
190年代、袁紹と公孫瓚の抗争がまだ続いていた頃から、遼西烏桓を率いていた蹋頓は袁紹と誼を通じ、自らの精鋭騎兵部隊を援軍として送り込んで協力した。袁紹は公孫瓚の勢力を滅ぼす（易京の戦い）と朝廷の命令を偽造し、蹋頓らに印綬を与えた上で単于に任命した。袁紹は、自身の臣下の娘を養子にとり、烏桓の部族長らと婚姻させることにより、同盟を強化した。
200年、袁紹は官渡の戦いで曹操に大敗を喫し、202年に死去する。袁家一族は河北に強大な勢力をもっており、烏桓は袁紹の息子と関係を保った。袁紹が死んだ後、長男の袁譚と三男の袁尚（袁譚とは異母兄弟）は、それぞれ後継を表明し対立するようになる。曹操は郭嘉の進言により、両者が争うのを待ってから、その隙を突いて袁家の支配圏を攻略していった。袁譚は曹操と戦うも敗北して殺され、袁尚は幽州にいる次男の袁煕を頼って落ち延びた。袁煕が袁尚を受け入れたことにより、幽州の豪族に反感を抱かれ、結果として焦触・張南ら多くの離反を招いてしまう。結局、袁尚は袁煕とともに遼西烏桓の蹋頓に保護を求めて逃亡した。

## 征伐準備
その頃、曹操は華北を平定し、烏桓の力を頼んで冀州奪回を目論んでいた袁煕と袁尚の討伐を考えていたが、諸将たちはみな言った。「袁尚らが虜（異民族に対する蔑称）どもに身を寄せたまでのことです。奴らが袁尚を利用することはあっても親しくなることはなく、袁尚らのために我々と争うつもりはないでしょう。いま深く侵入して彼らを征討するならば、劉備はきっと劉表を説得して許を襲撃させるでしょう。万一変事が起こったならば取り返しのつかないことになります。」と。ただ郭嘉だけは、「蛮族は自分達が遠隔の地にいるのを良いことに防備を設けていないでしょう。それにつけこんで不意をつけば、容易に壊滅できます。これを放置したまま南征したりすれば、袁紹に恩を受けた烏丸どもは兵を集めこれを平定するのは難しくなります。劉表に劉備を使いこなす器量はありません。国中を空にして北方遠征に向かおうとも、心配することはありません。」と言い、曹操の懸念をうち払った。また、遠征の際には兵糧輸送が困難であることも懸念されていた。配下の董昭は曹操に進言し、建議平虜・泉州の二つの運河を掘って海へ引き、海上運送・運河を使った兵糧輸送を行ない遠征の支援をした。

## 北方へ遠征
207年夏、曹操は烏桓征伐の軍を起こし、烏桓の本拠地である柳城（現在の遼寧省朝陽市西南）に向けて進軍を開始した。易県まで軍を進めると、そこを烏桓征伐の拠点とした。郭嘉はこのとき、「兵は神速を貴びます。いま千里先の敵を襲撃するゆえ輜重は多く、有利に彼地へたどり着くことは困難です。しかも奴らがそれを聞けば、必ずや備えを固めることでしょう。輜重を残し、軽騎兵を（昼夜）兼行させて突出し、彼らの不意を衝くべきです」と献策した。曹操はその言を容れて軍の改編を行い、騎馬と車ばかりの大部隊を率いて、遼西の境へ侵入した。
曹操は易県から無終へ進軍し、地元の有力者であり地理に明るい田疇を案内役として招聘した。田疇は烏桓に故郷の人を殺されたことを怨んでおり、それもあって曹操軍に従軍した。当時無終では長雨により、道が泥でぬかるんで通行困難になっていた。そのうえ、烏桓が曹操軍の進軍経路を予測して要道を抑えていたため軍を進めることができなくなった。曹操は田疇に助言を求めると、田疇は２００年以上前に崩落して使われなくなった間道から先に進むことができると教え、雨で街道がふさがっている限り曹操軍は来ないと油断している烏桓の背後を突くべしと進言した。田疇は自ら手勢五百を率いて先発し、先導役となった。
曹操は街道に立札を立て『雨季により街道が通行不能の為一時撤退する。秋冬になるまで進軍は取り止める。』というような旨を書いた。烏桓の斥候はそれを真に受けて曹操軍が本当に後退するものだと思い込み、油断しきっていた。
曹操軍は田疇の先導で、柳城に向け五百里以上を行軍した。灤河の渓谷を越え盧龍塞（現在の河北省遷西県西北）を通り、徐無山を登った。そして、白檀（現在の河北省灤平県東南、興州河南岸）を通過し、平岡（現在の遼寧省凌源市西南）で東へ転身し、さらには鮮卑の地を渉った。曹操軍はひたすら進行を続け、ついに柳城の二百里手前まで到達した。曹操の経歴の中でも最も長く過酷な行軍だった。

## 烏桓と対峙
207年秋、曹操は大凌河の渓谷に達し、蹋頓らはそこでようやく曹操軍が間近に迫っていることに気づき、烏桓軍は驚き慌てた。蹋頓は、すぐに袁尚・袁煕及び遼西単于楼班・右北平単于能臣抵之らとともに数万騎を率いて出撃した。両軍は白狼山（現在の遼寧省カラチン左翼モンゴル族自治県）で突然遭遇した。このとき曹操軍の輜重は後方にあったため軍は軽騎兵のみで構成されており、一方の烏桓軍は勢い盛んであり、曹操軍は恐慌した。斜面に追いやられた曹操は、張遼の申し出を許して指揮の旗を任せ、張遼と張郃を先鋒として反撃させた。烏桓の軍勢は大いに崩れ、蹋頓は虎豹騎を率いていた曹純に捕縛され斬られた。これにより、烏桓諸軍は壊滅し、名王以下多くが殺され、胡人や漢人二十余万が投降した。袁煕と袁尚は、遼東太守の公孫康の元に逃亡した。

## 戦後
曹操軍の中にはそのまま公孫康の討伐に赴くことを提案するものもいたが、郭嘉は、公孫康が袁尚と袁煕の首を差し出すと読んで、軍勢を引き返して南に備える事を進言した。曹操はそれを容れ、207年9月に柳城から帰還を開始した。公孫康は、すぐさま袁尚と袁煕を殺しその首を、曹操にとどけた。このとき、袁尚らと共に逃亡していた烏桓の速附丸・楼班・烏延らも公孫康に殺害された。これにより袁家の勢力は完全に滅亡し、三郡の烏桓も破れ、残った代郡の烏桓も降伏した。その後、烏桓族は曹操に服属し、騎兵を提供するなど有力な兵力供給源となった。
曹操軍が帰還を始めた時、すでに冬にかかっており、非常に困難な行軍になった。時には二百余里にわたって水がなく、軍はそのうえ食糧にも欠乏しており、馬数千匹を殺して軍糧とし、地面を掘って三十丈余りも潜ってようやく水を得ることが出来、病人も続出する有様であった。曹操は帰還するなり、以前に烏桓討伐について諫言した者たちについて科問した。曹操は彼らをみな手厚く賞して言った。「私が以前に行軍したとき、危険を乗り越えられたのは僥倖であり、うまくいったとはいえ天祐あればこそであった。獲るところは少なく、危険は実に甚だしかった。諸君の諫言は万全の計略であり、それゆえ恩賞を取らせるのだ。今後もそうした発言を渋る事のないようにな。」と。また、郭嘉は風土病にかかり、柳城から帰還の後そのまま死去した。曹操は「哀哉奉孝、痛哉奉孝、惜哉奉孝（哀しいかな奉孝、痛ましいかな奉孝、惜しいかな奉孝）」と言いその死を惜しんだ。
曹操はこの戦いにより、黄河以北の地域を完全に統一した。北方の憂いを取り去った曹操は、荊州の劉表、江東の孫権の征伐に向けて突き進んでいくことになる。